# Zager and Evans
Zager and Evans waren ein 1969 und 1970 aktives Folkrock-Duo aus Lincoln, Nebraska. Es bestand aus den Gitarristen Denny Zager (* 1944) und Rick Evans (1943–2018) und hatte mit dem apokalyptischen Folkrocksong In the Year 2525 in der kurzen Zeit seines Bestehens einen weltweiten Hit und Evergreen.

## Geschichte
Evans und Zager waren beide Mitglieder der Band Eccentrics, eines 1961 durch Denny Zager gegründeten Quintetts. Nach 1964 formierte er eine neue Band, die DeVilles, die ebenso erfolglos blieb wie die vorangegangene Gruppe. Deshalb entschlossen sich Zager und Evans im Jahre 1968, künftig als Duo aufzutreten. Bei diesen Auftritten präsentierten sie das von Zager im Jahre 1964 in etwa einer halben Stunde komponierte In the Year 2525. Als sie das Publikumsinteresse am Song erkannten, entschlossen sie sich zu einer Plattenaufnahme. Zunächst erschien der Titel 1968 als Single bei Truth Records.

## Erfolg
Im Juli 1969 schafften sie es mit ihrer auf RCA Victor wiederveröffentlichten Single In The Year 2525 (Exordium & Terminus) auf Platz eins der Billboard Hot 100, den der Titel sechs Wochen lang besetzte, ebenso wie in der Schweiz, Deutschland, dem Vereinigten Königreich, Kanada und weiteren Ländern. Es wurde weltweit mindestens vier Millionen Mal verkauft.
Im Liedtext geht es um die Bedrohung der Menschheit und der Erde durch den technischen Fortschritt. Auf der Single und der im selben Jahr veröffentlichten gleichnamigen LP wurde das Duo von den Musikern Mark Dalton (Bass) und Dave Trupp (Schlagzeug) begleitet. Nach diesem Welthit schafften sie es jedoch nie wieder in die Top-100. Zager & Evans gelten daher mit In the Year 2525 als das erfolgreichste One-Hit-Wonder aller Zeiten.
Der Titel wurde mehrfach gecovert, wie z. B. von Visage, Laibach, Fields of the Nephilim, Project Pitchfork, Venice Beat, The Twins, Franck Pourcel (Instrumental) und Kitbuilders.

## Diskografie
Alben
- 1969: 2525 (Exordium & Terminus) (RCA Victor)
- 1970: Zager & Evans (RCA Victor)
- 1971: Food for the Mind (Vanguard Records)